# Юрай Занинович
Юрай Занинович (нар. 11 травня 1886, Старий Град, Хорватія — пом. 1969, Белград) — хорватський і югославський лікар. У 1918 році закінчив медичний факультет у Празі. Короткий час працював у рідному місті та в Битолі (1924), а потім переїхав до Прилепа, як перший дипломований лікар у місті. Безперервно працював у Прилепі до виходу на пенсію в 1960 році.